# Morgan Alling
Sven Robert Morgan Alling (født 8. juni 1968 i Mölndal) er en svensk skuespiller, manuskriptforfatter og instruktør. Han studerede på Teaterhögskolan i Malmö og blev færdig med sine studier i 1990.
Alling har medvirket i film som Arn: Tempelridderen (2007), Bamse og Tyvenes by (2014), Bamse og heksens datter (2016) og Diorama (2022). Han har desuden optrådt i en række film baseret på børnebøgerne om Sune.

## Privatliv
Sammen med Anna-Maria Dahl har han fire børn.
Allings tante er sangerinden Siw Malmkvist.

## Udvalgt filmografi
- Chefen fru Ingeborg (tv-serie, 1993)
- Den vita lejoninnan (1996)
- Taurus (tv-serie, 2002)
- Graven (tv-serie, 2004)
- Kronprinsessen (tv-serie, 2006)
- LasseMajas detektivbyrå (tv-serie, 2006)
- Göta kanal 2: Kanalkampen (2006)
- Tagkammeraterne (tv-serie, 2006-2007)
- Arn: Tempelridderen (2007)
- Kongemordet (tv-serie, 2008)
- Arn - riget ved vejens ende (2008)
- Sune i Grækenland (2012)
- Sune på bilferie (2013)
- Bamse og Tyvenes by (animationsfilm, 2014)
- Sune på fjeldet (2014)
- Bamse og heksens datter (2016)
- Gåsmamman (tv-serie, 2016-2017)
- Sunes jul (2017)
- Bamse og kraftklokkerne (animationsfilm, 2018)
- Sommeren 85 (tv-serie, 2020)
- Flykten till Östermalm (tv-serie, 2024)